# Varvsholmen, Pargas
Varvsholmen är en ö i Finland. Den ligger i Skärgårdshavet och i kommunen Pargas i den ekonomiska regionen  Åboland i landskapet Egentliga Finland, i den sydvästra delen av landet. Ön ligger omkring 12 kilometer söder om Åbo och omkring 150 kilometer väster om Helsingfors.
Öns area är 2 hektar och dess största längd är 270 meter i sydväst-nordöstlig riktning. I omgivningarna runt Varvsholmen växer i huvudsak barrskog. Närmaste större samhälle är Åbo, 12,3 km norr om Varvsholmen.